# Günter Umberg

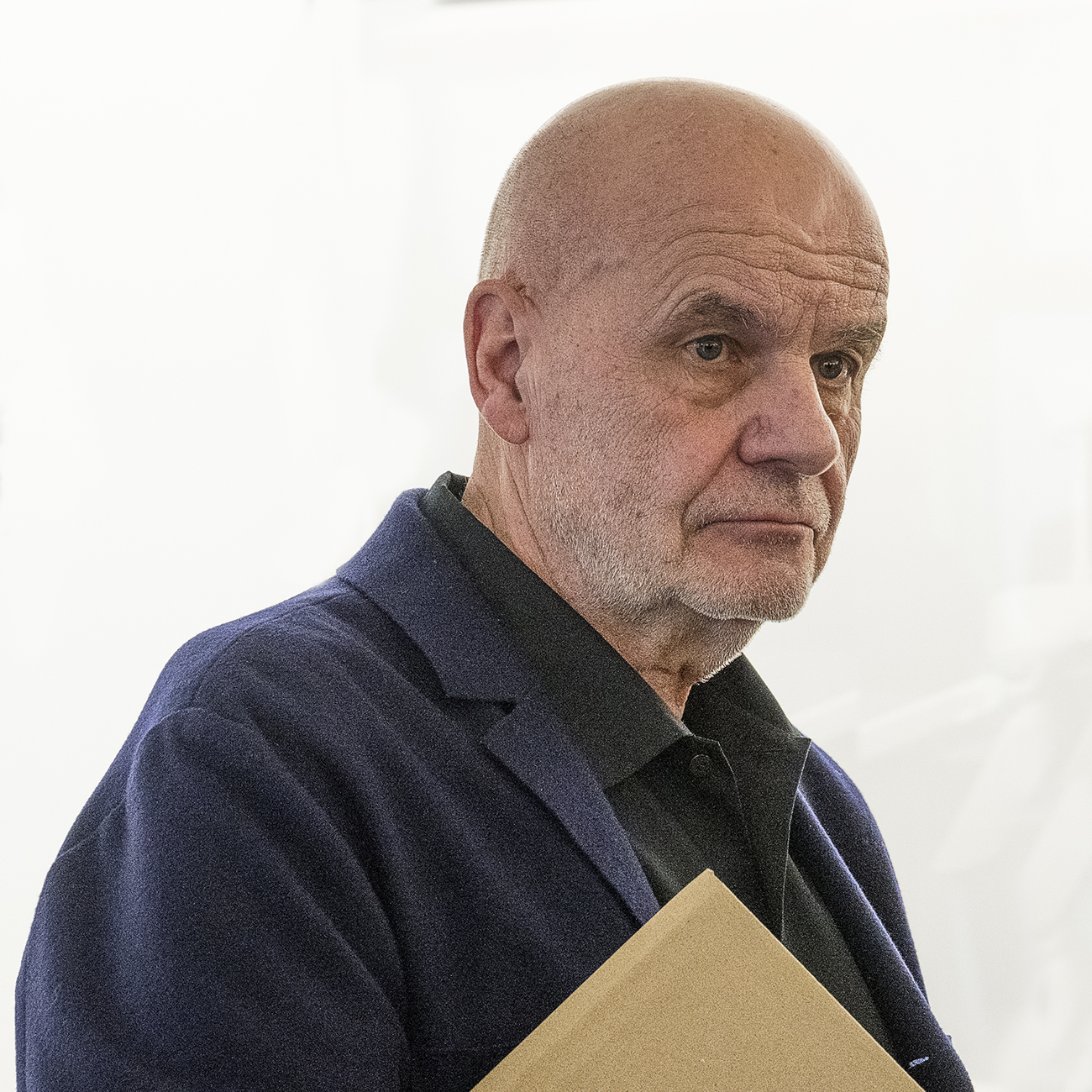
Günter Umberg, Galerie Zander, Köln, 16. März 2019

Günter Umberg (* 1942 in Bonn) ist ein deutscher Maler und Ausstellungskurator. Er war von 2000 bis 2007 Professor für Malerei an der Staatlichen Kunstakademie Karlsruhe.

## Leben und Wirken
Umberg studierte von 1963 bis 1969 an den Kunstakademien Düsseldorf und Antwerpen sowie an den Kölner Werkschulen. Seit 1970 arbeitet er als freier Künstler in Köln. Er beschäftigte sich zunächst mit fundamentalen Fragestellungen der Malerei. Er  begann in dieser Zeit mit dem Malen schwarzer Bilder, für die er bekannt wurde. Entscheidende Impulse zur Bekanntheitssteigerung gab der Kölner Galerist Rolf Ricke. 1982 gründete der den „Raum für Malerei“ in Köln. Dabei handelte es sich um einen privaten, nicht-kommerziellen Ausstellungsraum. Umberg lud in den sechs Jahren des Bestehens des „Raums für Malerei“ internationale Künstler zu Einzelpräsentationen ein. Robert Ryman, Brice Marden, Alan Uglow, Joseph Marioni, Josef Albers, Gotthard Graubner, Ole Baertling, Keith Sonnier aber auch Helmut Dorner, Ingo Meller und Ulrich Wellmann zeigten ihre Werke im „Raum für Malerei“ und beeinflussten so die Diskussion um zeitgenössische Kunst.

„Der betonte Materialcharakter der Farbe steht im Widerspruch zu der Illusion einer immateriellen Tiefe, die das Bild im Kontext seiner Umgebung ebenfalls suggeriert.“

Außerdem hat Günter Umberg seine eigenen Bilder im Kontext anderer Künstler und Kunstsammlungen ausgestellt. Auf Einladungen von Kunstinstitutionen realisierte er Ausstellungsvorhaben für das Museum Ludwig in Köln (2000), für das Museum für Moderne Kunst in Frankfurt (2002 und 2005) sowie für das Haus Konstruktiv in Zürich (2006). 2005 erhielt Günter Umberg den Fred-Thieler-Preis für Malerei, Berlin.
Seit 1970 ist Günter Umberg mit der Malerin Elisabeth Vary verheiratet. Er lebt in Köln und Corberon (Frankreich).

## Einzelausstellungen
- 1985   Städtische Galerie im Städel
- 1986   P.S.I. The Institute for Art and Urban Resources
- 1990   Westfälischer Kunstverein, Münster
- 1992  Museum Moderner Kunst, Landkreis Cuxhaven
- 1993   Städtisches Museum Abteiberg, Mönchengladbach
- 1996   Espace de l´Art Concret, Mouans-Sartoux
- 1997   Busch-Reisinger Museum, Harvard University Art Museums, Cambridge
- 1998   Museum Dhondt-Dhaenens, Deurle, Belgien
- 2000   Museum Ludwig Köln
- 2002   Staatliche Akademie der Bildenden Künste Karlsruhe
- 2005   Berlinische Galerie, Berlin
- 2006   Städtische Galerie Karlsruhe
- 2006   Haus Konstruktiv, Zürich
- 2009   Museum Gegenstandsfreier Kunst, Otterndorf
- 2015   Espace d’Art Contemporain Fernet Branca, Saint-Louis (Haut-Rhin)